# Amomum deorianum
Amomum deorianum är en enhjärtbladig växtart som beskrevs av D.P.Dam och N.Dam. Amomum deorianum ingår i släktet Amomum och familjen Zingiberaceae. Inga underarter finns listade i Catalogue of Life.